# キヤノンメドテックサプライ
キヤノンメドテックサプライ株式会社 は、神奈川県川崎市に本社を置く、キヤノングループ内の医療機器販売会社。キヤノンメディカルシステムズの完全子会社である。旧社名は「キヤノンライフケアソリューションズ株式会社」。
キヤノングループ全体で2011年からスタートした「長期経営構想フェーズⅡ」という5ヵ年計画において策定された多角化戦略の一環として、X線のデジタル撮影装置や眼科機器、マンモグラフィー検診や超音波診断装置などの、画像診断装置の販売を得意としているキヤノンLCS社の担う医療関連事業の拡充も組み込まれた。この計画では、2015年に同事業で連結売上高600億円を目指すとしている。2020年、キヤノングループのメディカル事業集約に向けて、キヤノンメディカルシステムズがキヤノンマーケティングジャパンより株式取得した。
2021年7月1日、「キヤノンメドテックサプライ株式会社」に社名変更。

## 事業内容
- 医療機器および健康機器の製造販売。
- その他、キヤノングループ内からの受託開発案件

## 沿革
| 1953年12月 | 大阪市南区長掘橋2丁目217番地にて西本商店発足。                                                                                 |
| 1956年5月  | 大阪市東区高麗橋詰町68番地に移転、社名を西本レントゲン株式会社として法人組織に変更。                                           |
| 1961年12月 | 社名を西本産業株式会社と改称。                                                                                                 |
| 1963年3月  | 大阪市東区高麗橋詰町18番地（現：大阪市中央区東高麗橋1番15号）に本社ビル新築。                                                  |
| 1983年2月  | 株式会社ウエダ製作所（現：株式会社エルクエスト）がグループ会社に。                                                             |
| 1983年10月 | 東京本部を東京都文京区に設置。                                                                                                 |
| 1989年3月  | 大阪証券取引所第二部に株式上場。                                                                                               |
| 1992年9月  | 日本コダック株式会社（現：ケアストリームヘルス株式会社）と販売・業務提携。                                                     |
| 1994年2月  | 日商岩井株式会社との医療機器分野における販売・業務提携に伴い、日商メディサイエンスの事業を継承。                               |
| 1996年1月  | 大阪証券取引所市場二部に指定。                                                                                                 |
| 1999年1月  | 株式会社ウエダ製作所をウエダアヴァンセ株式会社（現：株式会社エルクエスト）と改称。                                             |
| 2000年7月  | 社名を株式会社エルクコーポレーションと改称。                                                                                   |
| 2001年7月  | 営業譲渡・授受によりウエダアヴァンセの販売部門を統合。                                                                         |
| 2002年7月  | ウエダアヴァンセ株式会社を株式会社エルクエストと改称。                                                                         |
| 2007年4月  | コダック株式会社ヘルス事業部（現：ケアストリームヘルス株式会社）との業務提携強化に伴い、同社の本州・四国地域の販売部門を統合。 |
| 2008年5月  | 本社事務所を大阪市中央区農人橋１丁目１番２２号に移転。                                                                         |
| 2008年6月  | ユニオン・メデイカル株式会社の経営権を取得。                                                                                   |
| 2011年6月  | キヤノンマーケティングジャパン株式会社の株式公開買付（TOB）成立により子会社となる。                                            |
| 2012年11月 | 社名をキヤノンライフケアソリューションズ株式会社に改称。                                                                       |
| 2013年1月  | グループ会社であるユニオン・メデイカル株式会社を吸収合併。                                                                     |
| 2015年10月 | 本社事務所を東京都文京区湯島2丁目17番4号に移転。                                                                               |
| 2016年8月  | 本社事務所を東京都港区港南2丁目13番29号キヤノン港南ビルに移転。                                                                |
| 2018年7月  | 株式会社エルクエストを吸収合併。                                                                                               |
| 2020年1月  | 株式譲渡によりキヤノンメディカルシステムズ株式会社の子会社となる。                                                             |
| 2021年1月  | 本社事務所を神奈川県川崎市中原区今井上町9番1号に移転                                                                           |
| 2021年7月  | キヤノン医療用品株式会社の全事業を吸収分割により承継                                                                           |
| 2021年7月  | 社名をキヤノンメドテックサプライ株式会社に改称                                                                                 |

## 脚註
1. 1 2 3  キヤノンライフケアソリューションズ株式会社 第65期決算公告
2. 1 2  キヤノンメドテックサプライ株式会社 第69期決算公告
3. ↑  キヤノンMJ:新設したキヤノンライフケアソリューションズを中核に、医療画像ソリューション事業に参入　ライブドア・ニュース　2012年11月1日17:14配信　2013年5月22日閲覧
4. ↑  キヤノンメディカルシステムズ株式会社. “キヤノングループにおけるメディカル事業強化に向けた事業再編について”. global.medical.canon. 2020年6月7日閲覧。